# Кашинцев, Сергей Александрович
Сергей Александрович Кашинцев (9 августа 1940, Подюга, Коношский район, Архангельская область, РСФСР, СССР — 17 января 1992) — советский серийный убийца-инвалид, совершивший в 1975 году и с 1985 по 1987 годы 8 доказанных убийств (сам признавался в 59 убийствах) и 3 покушения на убийство. Был приговорён к смертной казни в 1990 году и расстрелян в 1992 году по приговору суда.

## Биография

### Детство
Сергей Кашинцев родился 9 августа 1940 года в посёлке Подюга Архангельской области. Был инвалидом с детства — правая нога была короче левой, из-за чего ходил с тростью и подвергался постоянным насмешкам со стороны сверстников. С малых лет был вспыльчивым, агрессивным и склонным к нарушениям закона, даже мать боялась его. Учиться и работать Кашинцев не хотел, убегал из дома, в середине 1950-х годов совершил сексуальное домогательство в отношении малолетней девочки: заманил её в баню и уговаривал обнажиться.

### Ранние судимости и первое убийство
Первые два раза был судим за кражи (в первый раз украл пальто у родного брата Николая). После освобождения поселился у знакомой женщины по фамилии Остапчук в Калаче-на-Дону. Сначала устроился на работу в котельную, но по окончании сезона больше нигде не работал. Стал вымогать деньги у хозяйки квартиры, иногда избивал и душил её. В третий раз был судим за хулиганство (обнажение в общественных местах, порча чужого имущества).
В 1975 году в Калаче-на-Дону Кашинцев совершил первое убийство, убив женщину по фамилии Короткова. Согласно заключению судебно-психиатрической экспертизы, Кашинцев был признан вменяемым и не страдающим психическими заболеваниями, несмотря на то, что у него всё же были обнаружены психопатические черты характера (раздражительность, злобность и склонность к аффективным реакциям). Во время преступления он находился в состоянии алкогольного опьянения, кратковременных расстройств психической деятельности не наблюдалось. Суд приговорил его к 10 годам лишения свободы. Это была его четвёртая судимость.
По месту отбытия наказания Кашинцев характеризовался отрицательно: систематически отказывался от работы, был организатором азартных игр, конфликтных ситуаций среди осуждённых, постоянно вымогал медикаменты, писал необоснованные жалобы. По характеру был замкнут и очень агрессивен, с родственниками не переписывался. Также постоянно конфликтовал с женщинами — сотрудницами медчасти. Складывалось впечатление, что этими скандалами Кашинцев хотел успокоить свою психику; однажды он прямо сказал, что после освобождения будет мстить. В колонии Кашинцев пристрастился к чтению учебников по анатомии и физиологии человека, правовой литературы. Несколько раз брал Большую медицинскую энциклопедию, постоянно читал журнал «Судебно-медицинская экспертиза», в котором описывались и были фотографии следов преступления. Один и тот же журнал он мог перечитывать по нескольку раз, чем вызывал недоумение других заключённых.

### Серия убийств
В 1985 году Кашинцев вышел на свободу. После освобождения он разъезжал по стране и знакомился с женщинами, склонными к употреблению алкоголя и занимающимися попрошайничеством, приглашая их распить спиртное в безлюдных местах. В процессе выпивки предлагал женщинам совершить половой акт, раздевал их, а если встречал сопротивление, начинал душить жертву за шею, сдавливая её руками, платком, либо закрывал ей рот и нос, наносил удары тростью.
Первое после освобождения убийство совершил 25 июля 1985 года в Челябинске. Кашинцев встретил 34-летнюю Ларькову и предложил выпить. После совместного распития спиртных напитков они пробрались в строящуюся пристройку к зданию мастерских областного Театра оперы и балета имени М. И. Глинки, где Кашинцев решил убить Ларькову: он сорвал с неё одежду, стал избивать кулаками и подобранной на месте палкой, а затем удушил, сдавив руками её шею.
8 января 1986 года Кашинцев познакомился на железнодорожном вокзале в Кирове с 57-летней Фёдоровой и пришёл с ней в гости к знакомым, где они распивали спиртные напитки. Ночью, находясь в этой же квартире у знакомых, Кашинцев решил убить Фёдорову. Он схватил её за шею руками и, сдавливая, повалил на стоявшую на полу оцинкованную ванну, ударив спиной о её край. Продолжая душить, стащил Фёдорову на пол, затем взял находившийся в комнате напильник и нанёс им множественные удары по всему телу.
Остальные преступления были совершены по схожей схеме. Иногда по подозрению в них арестовывались совершенно другие люди. Например, в Арзамасе (Горьковская область) была убита женщина — сторож детского сада. По подозрению в убийстве были задержаны трое подростков, которые подвергались истязаниям и пыткам со стороны сотрудников милиции с целью выбить из них признательные показания. После долгих разбирательств подростков признали невиновными. Вину Кашинцева в данном эпизоде доказать также не удалось.
Многих пропавших никто не искал из-за их образа жизни, тела обнаруживались спустя продолжительное время, поэтому смерти списывались на естественные причины, несчастные случаи, отравление алкоголем. В итоге серия убийств продолжалась около двух лет.

### Арест, следствие и суд
28 апреля 1987 года в Рязанской области около железной дороги на перегоне между Ряжском и Александро-Невским железнодорожные рабочие увидели Кашинцева рядом с лежащей, только что убитой им женщиной, но подумали, что она спит. Через некоторое время они обнаружили эту женщину уже одну и убедились, что она мертва. Они же в 300 метрах нашли и спавшего Кашинцева, который был арестован.
На допросах Кашинцев в надежде, что его признают невменяемым, начал признаваться во всех предъявляемых ему убийствах, в том числе и тех, в которых его не подозревали. Всего он признался в 58 убийствах по всей стране, но отсутствие качественного сбора и закрепления доказательств по уголовным делам, возбуждённым в разных субъектах по фактам найденных трупов деклассированных женщин, привело к тому, что подавляющую часть названных Кашинцевым эпизодов доказать не удалось, и убийце было предъявлено обвинение в 7 убийствах и 3 покушениях на убийство (3 жертвы остались живы — они потеряли сознание, а Кашинцев решил, что убил их).
Судебно-психиатрическая экспертиза, проведённая в Воронежской областной клинической психиатрической больнице, обнаружила у Кашинцева отдельные последствия органического поражения головного мозга, проявляющиеся в форме психопатоподобного синдрома. Однако степень имевшихся у него изменений личности была выражена не столь значительно, не сопровождалась расстройствами памяти и критических способностей и не исключала возможности отдавать себе отчёт в своих действиях и руководить ими. Было установлено, что в моменты совершения преступлений он находился вне временного болезненного расстройства психической деятельности, а в состоянии алкогольного опьянения. Он ориентировался в окружающей обстановке и производил целенаправленные действия. В результате Кашинцев был признан вменяемым.
13 марта 1990 года суд признал Сергея Кашинцева виновным по всем пунктам предъявленных ему обвинений и приговорил его к смертной казни. 17 января 1992 года приговор был приведён в исполнение.

## В массовой культуре
- Документальный фильм «Колченогий» из цикла «Следствие вели» (2014)
- Документальный фильм «Хромой» из цикла «Легенды советского сыска. Годы войны» (2015)[прим. 2]
- Документальный фильм «Человек с тростью» из цикла «Легенды советского сыска» (2017)
- Убийца с тростью / TRUE CRIME (2024)[5]